# No Doubt (álbum)
No Doubt é o álbum de estreia da banda de mesmo nome lançado em 17 de Março de 1992, com o registro da Interscope Records.
Durante a carreira, o No Doubt experimentou diversos estilos musicais, sendo a maior parte no Ska. O álbum No Doubt é o único considerado como puro Ska punk. A banda fracassou, fazendo com que a gravadora não investisse em um novo álbum.
Devido ao fracaso, a gravadora não lançou singles, mas a banda financiou o vídeo clipe de "Trapped In A Box".
Ele nunca chegou a passar na MTV, mas entrou para o DVD The Vídeos 1992-2003.

## Lista de faixas
1. "BND" (Eric Stefani, Tony Kanal) — 0:45
2. "Let's Get Back" (Eric Stefani, Tony Kanal, Gwen Stefani, Tom Dumont) — 4:11
3. "Ache" (Eric Stefani) — 3:48
4. "Get on the Ball" (Eric Stefani, Gwen Stefani) — 3:32
5. "Move On" (Eric Stefani, Tony Kanal, Gwen Stefani, Tom Dumont, Adam Young) — 3:55
6. "Sad for Me" (Eric Stefani, Gwen Stefani) — 1:59
7. "Doormat" (Eric Stefani, Tony Kanal, Gwen Stefani) — 2:26
8. "Big City Train" (Eric Stefani, Tony Kanal, Gwen Stefani, Tom Dumont) — 3:56
9. "Trapped in a Box" (Eric Stefani, Tony Kanal, Gwen Stefani, Tom Dumont) — 3:24
10. "Sometimes" (Eric Stefani, Tony Kanal, Gwen Stefani, Tom Dumont) — 4:29
11. "Sinking" (Eric Stefani) — 3:20
12. "A Little Something Refreshing"  (Eric Stefani) — 1:18
13. "Paulina" (Eric Stefani, Gabe Gonzalez, Chris Leal) — 2:30
14. "Brand New Day" (Eric Stefani, Tony Kanal) — 3:15

### Clipes
- "Trapped in a Box"